# Everything at Once
Everything at Once é o oitavo álbum de estúdio da banda escocesa de rock Travis, lançado em abril de 2016, com produção musical de Michael Ilbert. O disco foi considerado o "mais alegre" da carreira do grupo, e conteve quatro singles, divulgados entre novembro de 2015 e abril de 2016. Alcançou a quinta posição na parada de álbuns do Reino Unido.

## Faixas
| N.º            | Título                               | Compositor(es)          | Duração |  |
| 1.             | "What Will Come"                     | Fran Healy              | 2:56    |  |
| 2.             | "Magnificent Time"                   | Healy • Tim Rice-Oxley  | 2:50    |  |
| 3.             | "Radio Song"                         | Healy                   | 2:59    |  |
| 4.             | "Paralysed"                          | Healy                   | 2:49    |  |
| 5.             | "Animals"                            | Dougie Payne            | 3:43    |  |
| 6.             | "Everything at Once"                 | Payne                   | 2:59    |  |
| 7.             | "3 Miles High"                       | Healy • Aurora Aksnes   | 2:46    |  |
| 8.             | "All of the Places"                  | Healy                   | 3:31    |  |
| 9.             | "Idlewild" (part. Josephine Oniyama) | Healy • Oniyama         | 3:52    |  |
| 10.            | "Strangers on a Train"               | Andy Dunlop • Ali Ingle | 4:52    |  |
| Duração total: | Duração total:                       | Duração total:          | 33:17   |  |